# Amarok (альбом Майка Олдфилда)
Amarok — тринадцатый студийный альбом британского музыканта Майка Олдфилда, выпущенный в 1990 году. 

## Об альбоме
«Amarok» — композиция длиной в час — представляет собой сплетение музыки народов мира и прогрессив-рока, каждые несколько минут меняется тема.
Интересен тот факт, что на 48-й минуте закодировано «послание» Ричарду Брэнсону, главе Virgin: «FUCK OFF, RB!», выстукиваемое азбукой Морзе.

## Список композиций
Альбомный трек и названия его тем:
1. «Amarok» — 60:02
  - 0:00 — Fast Riff Intro
  - 2:32 — Intro
  - 5:46 — Climax I — 12 Strings
  - 6:18 — Soft Bodhran
  - 7:20 — Rachmaninov I
  - 8:35 — Soft Bodhran 2
  - 9:29 — Rachmaninov II
  - 9:56 — Roses
  - 10:42 — Reprise I — Intro
  - 12:45 — Scot
  - 13:16 — Didlybom
  - 15:00 — Mad Bit
  - 15:56 — Run In
  - 16:11 — Hoover
  - 18:00 — Fast Riff
  - 19:57 — Lion
  - 21:57 — Fast Waltz
  - 23:42 — Stop
  - 24:33 — Mad Bit 2
  - 24:46 — Fast Waltz 2
  - 25:06 — Mandolin
  - 26:07 — Intermission
  - 26:23 — Boat
  - 29:27 — Intro Reprise 2
  - 32:07 — Big Roses
  - 33:13 — Green Green
  - 34:24 — Slow Waltz
  - 36:04 — Lion Reprise
  - 37:05 — Mandolin Reprise
  - 37:47 — TV am/Hoover/Scot
  - 39:50 — Fast Riff Reprise
  - 42:22 — Boat Reprise
  - 43:32 — 12 Rep / Intro Waltz
  - 44:12 — Green Reprise
  - 44:46 — Africa I: Far Build
  - 48:00 — Africa I: Far Dip
  - 48:46 — Africa I: Pre Climax
  - 49:32 — Africa I: 12 Climax
  - 50:24 — Africa I: Climax I
  - 51:00 — Africa II: Bridge
  - 51:17 — Africa II: Riff
  - 51:34 — Africa II: Boats
  - 51:52 — Africa II: Bridge II
  - 52:10 — Africa II: Climax II
  - 54:22 — Africa III: Baker